# ويليام جيبسون (سياسي كندي، مواليد 1849)
ويليام جيبسون (بالإنجليزية: William Gibson)‏ هو سياسي كندي، ولد في 7 أغسطس 1849 في Peterhead ‏ في المملكة المتحدة، وتوفي في 4 مايو 1914. نشط حزبياً في الحزب الليبرالي الكندي. وقد انتخب عضو مجلس الشيوخ الكندي وانتخب عضو مجلس العموم الكندي عن دائرة Lincoln and Niagara ‏ (5 مارس 1891 – 7 نوفمبر 1900).